# Robert Moog
 (mai 2012).
Si vous disposez d'ouvrages ou d'articles de référence ou si vous connaissez des sites web de qualité traitant du thème abordé ici, merci de compléter l'article en donnant les références utiles à sa vérifiabilité et en les liant à la section « Notes et références ».
Pour les articles homonymes, voir Moog (homonymie).

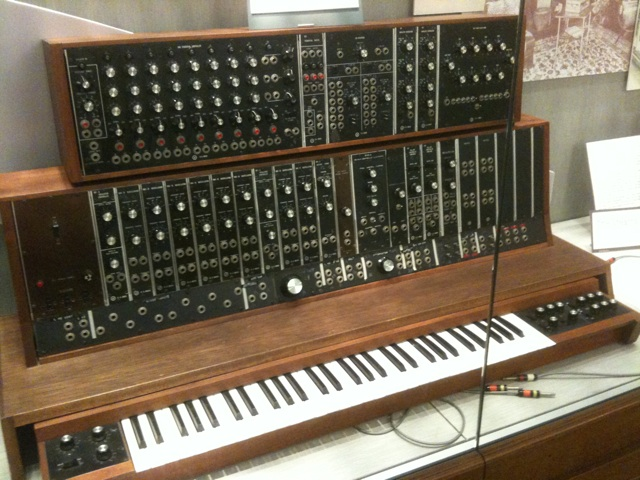
Premier synthétiseur Moog (1964).

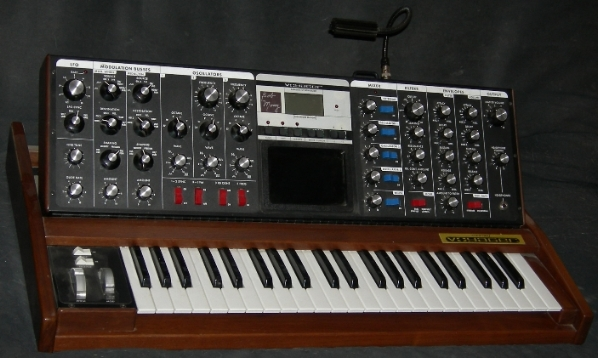
Un Minimoog Voyager.

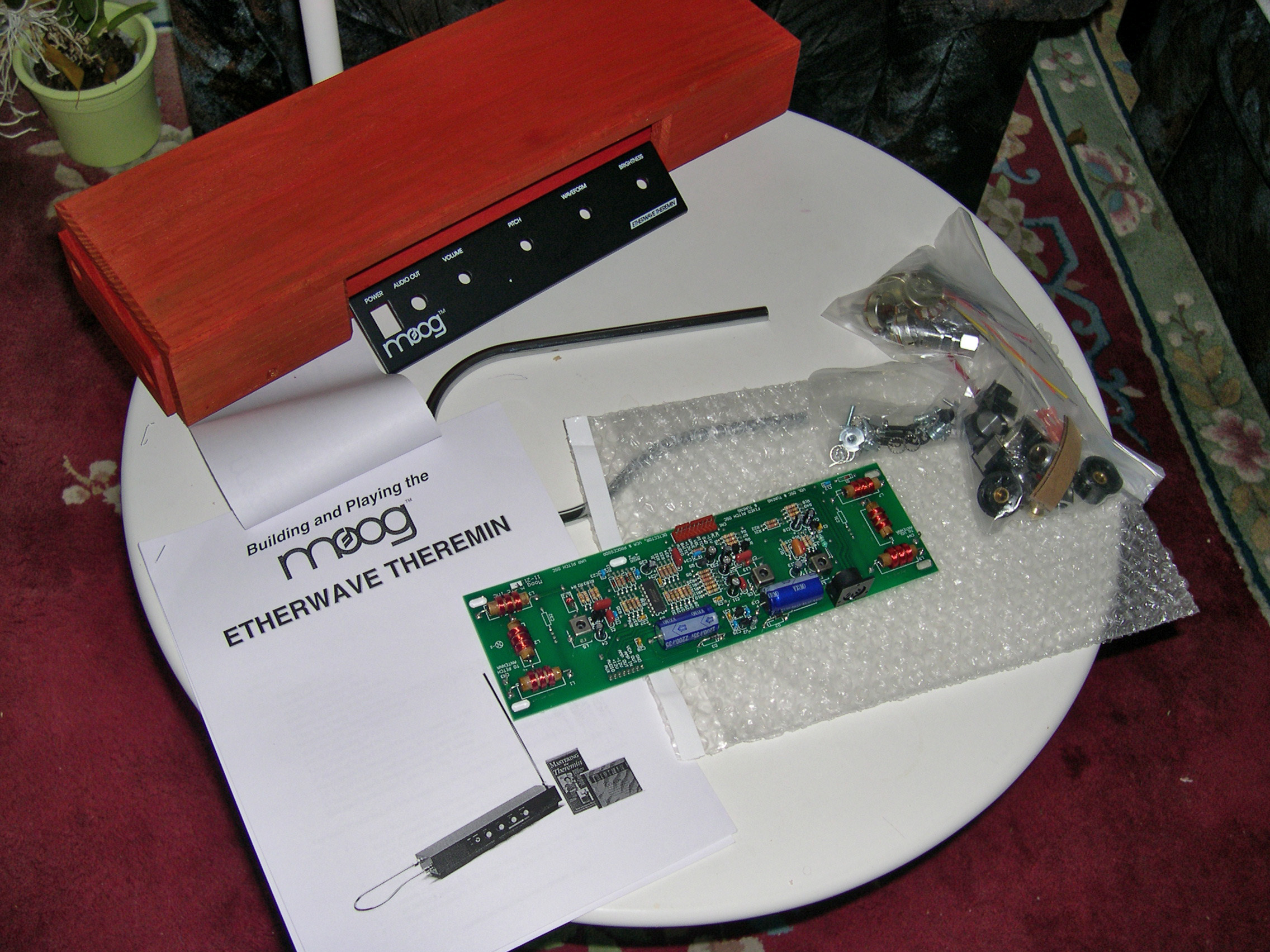
Kit à assembler d'un thérémine Moog.

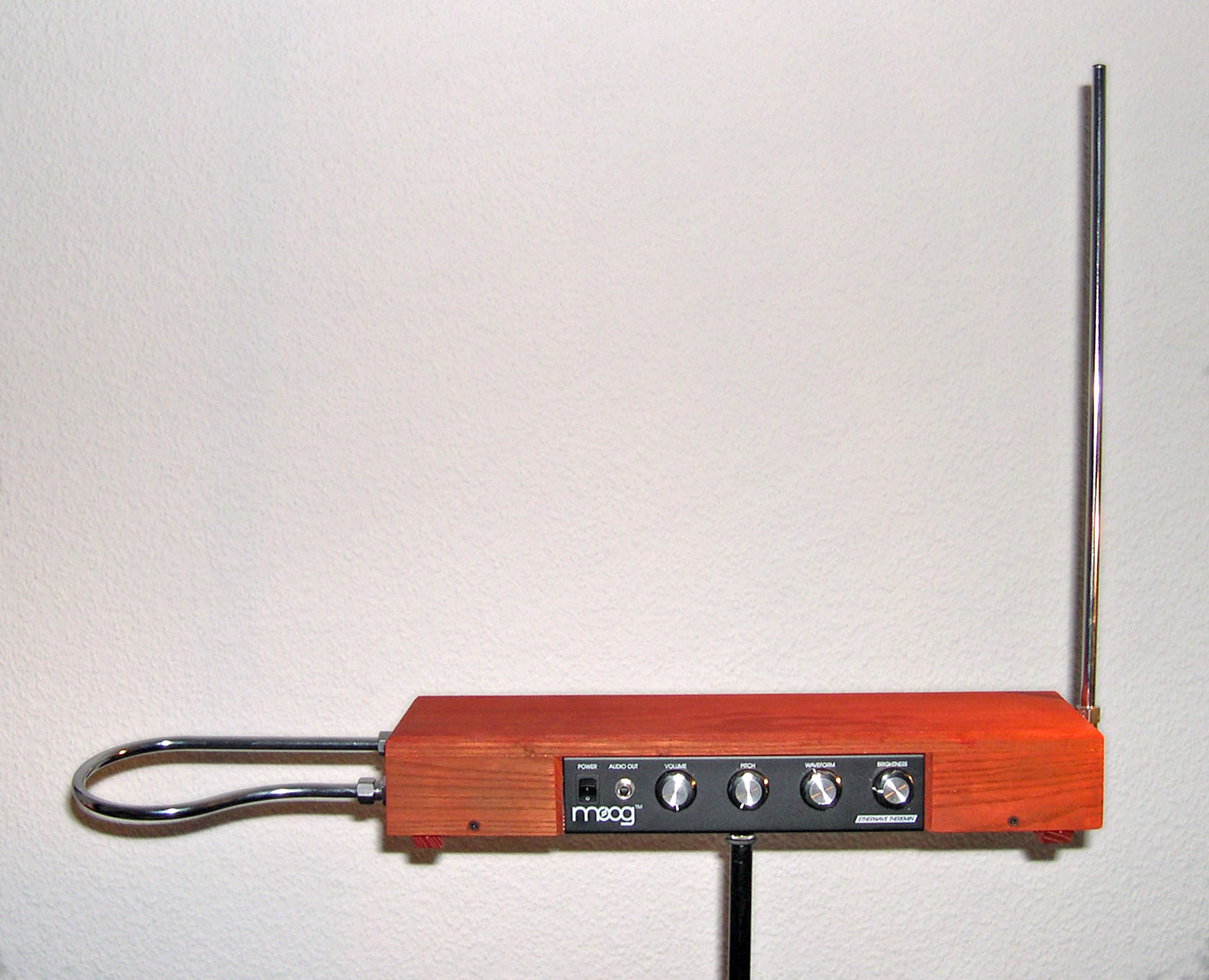
Thérémine assemblé.

Robert Arthur « Bob » Moog (prononcé en anglais : [bɑb moʊɡ]), né le 23 mai 1934 à New York et mort le 21 août 2005  à Asheville en Caroline du Nord, est un ingénieur électronicien américain, docteur en électronique, fondateur de Moog Music, marque qui porte le nom de son père et de son grand-père.
Avec Donald Buchla, il est considéré comme l'inventeur du synthétiseur (synthesizer, en anglais).
Après des études en électricité et en ingénierie, il répare avec son père des Thereminvox. En 1964, l’un de ses clients, Herbert Deutsch, un professeur de solfège et compositeur, lui commande un modèle de synthétiseur à monter en kit. Il le rend plus compact (jusque-là, les modèles pouvaient occuper une pièce entière) et ajoute la commande par tension de l’oscillateur, du filtre et de l’amplification. Le son joué n’était plus linéaire mais évolutif.
Présenté lors d’un congrès de l’Audio Engineering Society (AES) en 1964, son appareil rencontre un succès qui lui permet de se lancer dans une fabrication à plus grande échelle.

## Synthétiseur Moog
En 1968, Switched-On Bach est enregistré par son amie Wendy Carlos. Plus tard, celle-ci adapte, au synthétiseur, Beethoven, Rossini, Henry Purcell et le motif mélodique initial du Dies iræ liturgique pour la bande originale du film Orange mécanique. L'année suivante, George Harrison parsème le dernier disque des Beatles, Abbey Road, de sons générés par un Moog, à l'époque aussi encombrant qu'une armoire, et qu'il s'est procuré directement auprès de son créateur. C'est la première fois qu'on l'entend sur un disque de rock.
Les Moody Blues, Emerson, Lake & Palmer, Yes, Rick Wakeman, Edgar Winter, Isao Tomita, Gary Numan, Jean-Michel Jarre, Patrick Moraz, Asia, Premiata Forneria Marconi, Jean-Jacques Perrey sont parmi ceux qui introduisent ensuite dans leurs disques et sur scène les ondulations caractéristiques des synthés Moog. Un modèle en particulier, le minimoog, d’une taille et d’une facilité d’emploi révolutionnaire avec son clavier à 44 touches, devient l'instrument solo emblématique du rock progressif dès le début des années 1970, celui-ci se mariant parfaitement avec le mellotron, autre instrument incontournable du genre. Le jazz, avec Herbie Hancock, Chick Corea ou Billy Cobham, dont les peaux de sa batterie étaient reliées à des Moog, et le funk, avec le Funkadelic de George Clinton, tout comme Frank Zappa avec George Duke, ne sont pas en reste. Les acteurs de la scène électronique émergente (notamment en Allemagne avec Klaus Schulze, Tangerine Dream et Kraftwerk) sont parmi les premiers à explorer et exploiter en long et en large le potentiel sonore des synthétiseurs Moog.
Keith Emerson emmène sur scène tout au long de sa carrière l'encombrant modèle modulaire spécialement équipé d'un ruban de contrôle sensitif permettant des phrasés particulièrement expressifs. Keith Emerson tout comme Rick Wakeman de Yes entretiennent des relations très amicales avec Robert Moog, ce dernier étant à l'écoute des musiciens lors de la mise au point de nouveaux instruments. Rick Wakeman, peu de temps après la mort de l'inventeur, lui dédiera un titre sur son album rétro intitulé Hommage To The Doctor. Wakeman, bien qu'ayant remplacé tous ses claviers analogiques par des claviers numériques dans le milieu des années 1980, a continué d'utiliser sur scène le Minimoog.
Durant les années 1970, Moog fait face à la concurrence sévère d'ARP. Cette rivalité stimule les deux marques américaines mais contribuera à les mettre toutes les deux en difficulté. Au milieu de la décennie, la société Moog sort notamment le Polymoog, premier synthétiseur polyphonique qui, malgré sa conception atypique parfois décriée et ses problèmes de fiabilité, rencontre un réel succès. À partir des années 1980, cette suprématie américaine cède la place aux synthétiseurs essentiellement numériques fabriqués à l'échelle industrielle par des marques japonaises comme Yamaha, Roland, Korg. Avant la mise au point de l'interface MIDI, Moog a contribué à établir la norme de contrôle des synthétiseurs analogiques, appelée CV/gate. Le pédalier pour son grave Taurus mis en vente en 1974 et utilisé par des bassistes comme Mike Rutherford, de Genesis fait aussi partie des synthétiseurs Moog qui ont marqué leur époque. Il se présente sous la forme d'un pédalier de 13 barres couvrant une octave.
À son apogée, en 1971, l’usine Moog emploie 42 personnes et propose plus de vingt-cinq modèles à son catalogue. Puis le déclin s’annonce. Robert Moog vend ses parts à la compagnie Norlin Music, qui continuera la fabrication des synthétiseurs Moog jusqu’au milieu des années 1980, et s'en va fonder en 1978 une petite société qu'il nomme Big Briar (en) avec laquelle fabriquera notamment des Thérémines et plus tard, en 1998, des pédales d'effet, les Moogerfooger. Il varie alors ses activités au fil des ans, travaillant comme consultant pour Kurzweil Music Systems de 1984 à 1988, puis en tant que chercheur à l'Université de Caroline du Nord au début des années 1990. 
Alors que la technologie de l'échantillonnage et les synthétiseurs numériques s'étaient imposés, le son « rétro » des synthétiseurs analogiques redevient populaire au cours des années 1990 et de nombreux constructeurs s'intéressent de nouveau à cette technologie. Robert Moog retrouve sa motivation sur le sujet et planche sur la conception d'une version moderne du Minimoog. Entre-temps il parvient à récupérer les droits sur son propre nom et peut ainsi faire renaître la marque Moog. Le retour de la marque légendaire (en lieu et place de Big Briar) en 2002 tombe à point pour la commercialisation du dernier synthétiseur que Robert Moog aura conçu, le Minimoog Voyager, aboutissement d'un projet qui lui tenait à cœur.
Robert Moog supervise ensuite l'élaboration du prochain synthétiseur Moog, le Little Phatty, et meurt d’une tumeur cérébrale le 21 août 2005  à Asheville.
Grâce à ses travaux, il est considéré comme l'un des pionniers de la musique électronique.
Google a décidé de lui rendre hommage en créant un doodle interactif permettant aux internautes de produire et enregistrer leurs propres sons.

## Brevets
- Liste descriptive des brevets Moog par J. Donald Tillman (en anglais)
- (en) Brevet U.S. 3475623 Electronic High-pass and Low-pass Filters Employing the Base-to-Emitter Resistance of Bipolar Transistors, accordé en octobre 1969
- (en) Brevet U.S. 4050343 Electronic music synthesizer, accordé en septembre 1977
- (en) Brevet U.S. 4108041 Phase shifting sound effects circuit, accordé en août 1978
- (en) Brevet U.S. 4117413 Amplifier with multifilter, accordé en septembre 1978
- (en) Brevet U.S. 4166197 Parametric adjustment circuit, accordé en août 1979
- (en) Brevet U.S. 4180707 Distortion sound effects circuit, accordé en décembre 1979
- (en) Brevet U.S. 4202238 Compressor-expander for a musical instrument, accordé en mai 1980
- (en) Brevet U.S. 4213367 Monophonic touch sensitive keyboard, accordé en juillet 1980
- (en) Brevet U.S. 4280387 Frequency following circuit, accordé en juillet 1981
- (en) Brevet U.S. 4778951 Arrays of resistive elements for use in touch panels and for producing electric fields, accordé en octobre 1988